# Lunar IceCube
Lunar IceCube — это миссия орбитального наноспутника NASA, которая была предназначена для поиска, обнаружения и оценки количества и состава ледяных залежей воды на Луне для будущего использования. Она была запущена в качестве второстепенной миссии на Artemis 1 (ранее известной как Exploration Mission 1), первом полёте Space Launch System (SLS), 16 ноября 2022 года. По состоянию на февраль 2023 года неизвестно, есть ли у команды NASA контакт со спутником или нет.

## Обзор
Лунная миссия была разработана Морхедским государственным университетом и ее партнерами, компанией Busek, NASA Goddard Space Flight Center (GSFC) и The Catholic University of America (CUA). Она была выбрана в апреле 2015 года программой NextSTEP NASA (Next Space Technologies for Exploration Partnerships) и получила контракт на сумму до 7,9 миллиона долларов США для дальнейшей разработки.
Космический аппарат Lunar IceCube имеет формат 6U CubeSat, с массой около 14 кг (31 фунт). Он является одним из десяти CubeSat-ов, перевозимых на борту первого полета SLS, Artemis 1, в качестве вторичных полезных нагрузок в окололунном пространстве, в 2022 году. Он был развернут во время лунной траектории и должен был использовать инновационный электрический RF ионный двигатель для достижения лунного захвата на орбите около 100 км (62 mi) над поверхностью Луны, чтобы проводить систематические измерения лунной воды. Главным исследователем является Бен Малфрус, директор Центра космических наук в Морхедском государственном университете.

### История
Миссии лунных орбитальных аппаратов НАСА Lunar Prospector, Клементина, Lunar Crater Observation and Sensing Satellite (LCROSS), Lunar Reconnaissance Orbiter (LRO) и индийского Чандраян-1, а также другие миссии, подтвердили наличие как воды (H2O), так и гидроксила (—OH−) в отложениях на высоких широтах лунной поверхности, указывая на наличие следов адсорбированной или связанной воды, но их инструменты не были оптимизированы для полного или систематического характеристики элементов в идеальных для обнаружения воды диапазонах инфракрасных волн. Эти миссии предполагают, что в полярных регионах может быть достаточно ледяной воды для использования будущими посадочными миссиями, но распределение сложно согласовать с тепловыми картами.
Таким образом, научные цели были исследовать распределение воды и других летучих веществ, в зависимости от времени суток, широты, и состава лунного грунта.

### Запуск
Кубсат был запущен 16 ноября 2022 года на Артемида-1 системы космического запуска. Аппарат успешно связался с Землёй после развёртывания 17 ноября, но 29 ноября 2022 года НАСА объявила, что команда миссии «продолжает попытки связаться с CubeSat, чтобы он мог быть помещен на научную орбиту в ближайшие дни». С тех пор сайт не обновлялся, и статус космического аппарата неизвестен.

## Космический аппарат

### Инструмент BIRCHES
На борту Lunar IceCube находился инструмент Broadband InfraRed Compact High Resolution Exploration Spectrometer (BIRCHES), разработанный Центром космических полётов Годдарда (GSFC) NASA BIRCHES — это компактная версия инструмента спектрометра, ищущего летучие вещества, на борту миссии New Horizons, пролетевшей мимо Плутона.

### Двигатель

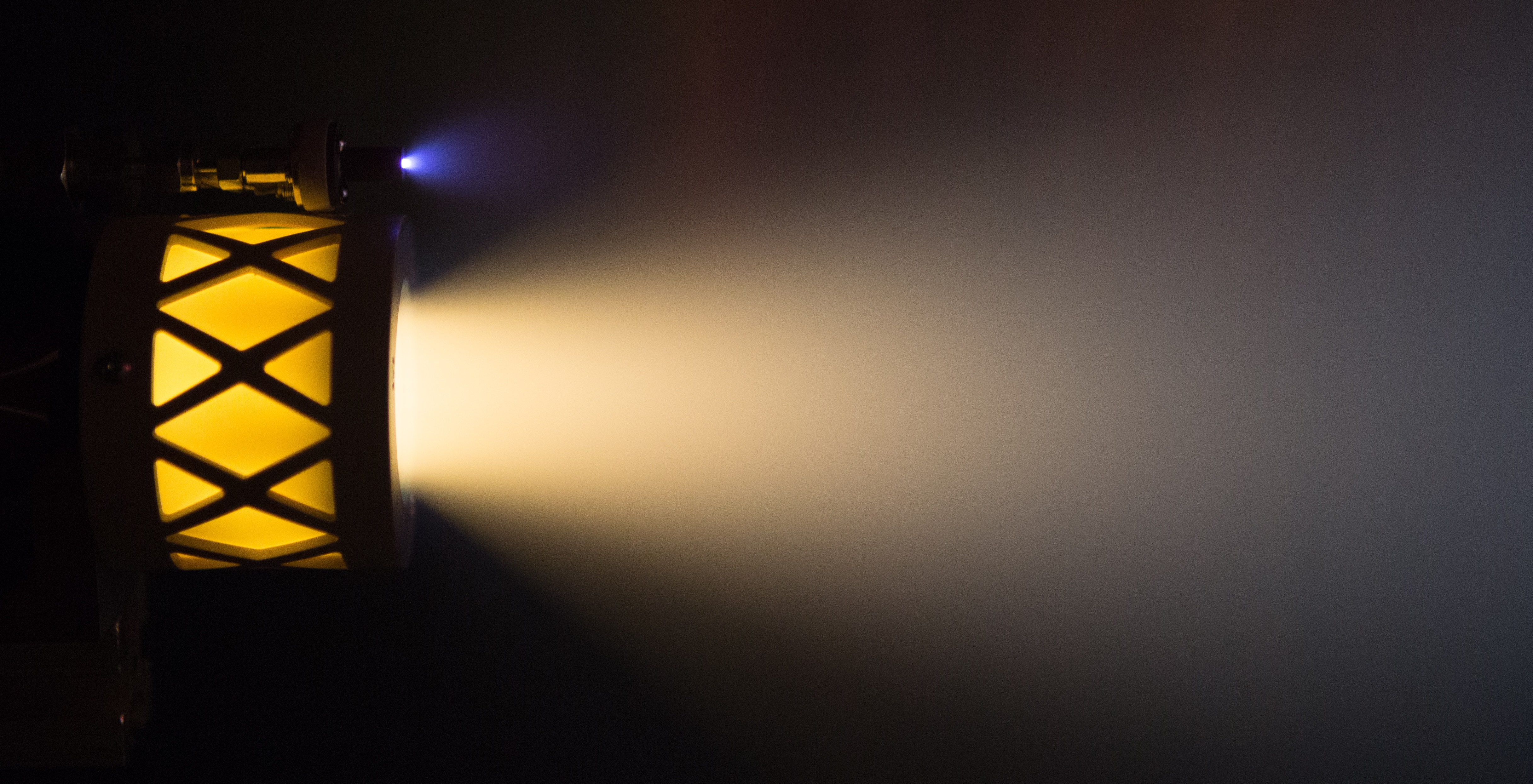
Работающий ионный двигатель BIT-3 на йоде

Маленький космический аппарат CubeSat будет использовать миниатюрную электрическую систему RF ионного двигателя, основанную на 3-сантиметровом RF ионном двигателе Busek, также известном как BIT-3. Он использует твёрдый йод в качестве рабочего вещества и систему плазмы, индуктивно связанную с системой, которая производит тягу 1,1 мН и удельный импульс 2800 секунд от примерно 50 ватт общей входной мощности. Этот двигатель также будет использоваться для захвата на лунную орбиту и коррекции орбиты. Ожидается, что космический аппарат достигнет Луны примерно через 3 месяца.

### Программное обеспечение полета
Программное обеспечение полета было разработано на SPARK/Ada лабораторией кубсатов технического колледжа Вермонта Vermont Technical College Cubesat Laboratory (VTCCL). SPARK/Ada имеет самую низкую частоту ошибок среди всех языков программирования, что важно для надежности и успеха этого сложного космического аппарата. Он используется в коммерческой и военной авиации, управлении воздушным движением и высокоскоростных поездах. Это второй космический аппарат, использующий SPARK/Ada, первым был кубсат BasicLEO также от лаборатории кубсатов технического колледжа Вермонта, единственный полностью успешный университетский кубсат из 12 на запуске НАСА ELaNa-IV на воздушных силах США Оперативно-реагирующем космическом офисе (ORS-3) миссии.

## См. Также
- Артемида-1
- Система Космических запусков